# Lina Grinčikaitė
Lina Grinčikaitė ( * 3. květen 1987 Klaipėda) je litevská atletka, sprinterka. V roce 2012 vybojovala na mistrovství Evropy bronzovou medaili v běhu na 100 metrů. V roce 2009 vybojovala na stejné trati zlato a v roce 2011 bronz na letní univerziádě. V roce 2009 vybojovala na stometrové trati zlato na mistrovství Evropy do 23 let, ke stříbru pak pomohla litevské štafetě. V roce 2005 vybojovala na stometrové trati stříbro na mistrovství Evropy juniorů.